# 42-линейная батарейная пушка образца 1877 года
42-линейная батарейная пушка образца 1877 года — полевое артиллерийское орудие калибром 107 мм (42 линии) конструкции немецкого изобретателя и промышленника Альфреда Круппа. Состояло на вооружении Русской императорской армии и Финляндии. Активно использовалось в русско-японской войне, Первой мировой войне, гражданской войне в России и в других вооружённых конфликтах начала XX века с участием стран из бывшей Российской империи (Советский Союз, Польша, Финляндия и т. д.). Эти орудия производились как на заводе Альфреда Круппа, так и на Обуховском заводе.
Не следует путать батарейную, то есть полевую пушку с 42-линейной крепостной и осадной пушкой образца 1877 года, которая при том же калибре имела длину ствола 35 калибров, массу 3400 кг и являлась осадным и крепостным орудием.

## Происхождение термина

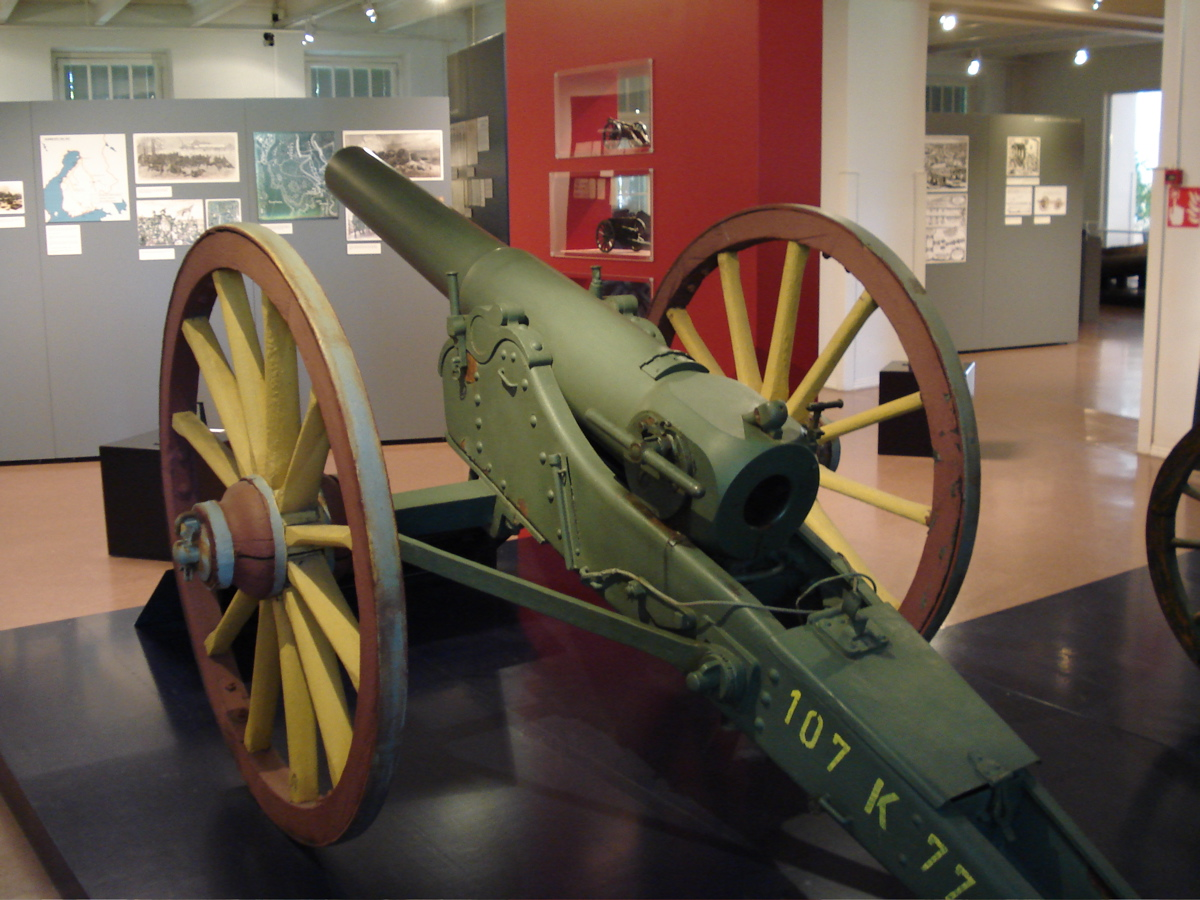
42-линейная батарейная пушка обр. 1877 года

Термин «батарейный» был принят в 1805 году, когда было введено разделение пеших артиллерийских рот, в зависимости от вооружения, на батарейные и лёгкие. Батарейные роты были вооружены бронзовыми 12-фунтовыми пушками средней и малой пропорции и 1/2-пудовыми единорогами, а лёгкие роты — бронзовыми 6-фунтовыми пушками.
В 1833 году артиллерийские роты были переименованы в батареи с переходом от 12-орудийной организации к 8-орудийной. Таким образом лёгкие роты стали лёгкими батареями, а батарейные роты — батарейными батареями. Первой название батарейной пушки получила бронзовая 12-фунтовая (калибр 122 мм) пушка средней пропорции в 1838 году. Она стала единым батарейным орудием. Тогда проявилось стремление сократить большое разнообразие калибров и образцов, господствовавшее в полевой артиллерии. С переходом к нарезной артиллерии произошло уменьшение калибров: батарейной стала 9-фунт. (107-мм) пушка обр. 1867 г., а лёгкой — 4-фунт. (87-мм) пушка обр. 1867 г.
В 1877 году с принятием на вооружение новых образцов орудий, упразднили разделение на лёгкие и батарейные батареи. Главным орудием для пешей артиллерии была признана 3,4-дюймовая лёгкая пушка обр. 1877 г., но от батарейных пушек калибром в 4,2 дюйма не решились отказаться под влиянием турецкой кампании 1877—1878 годов, где прежние 9-фунтовые пушки обнаружили преимущество перед 4-фунтовыми.
С принятием на вооружение 3-дюймовой лёгкой пушки обр. 1902 г. вся полевая артиллерия была перевооружена на неё. Хотя уже Русско-японская война 1904-05 годов показала ошибочность такого решения.

## История создания
К 1877 году в германской артиллерии выработался новый тип канала, который у нас стали называть каналом обр. 1877 г. Этот канал предназначался для стрельбы снарядами с медными поясками. Нарезы в канале ствола имели постоянную ширину и на протяжении нарезной части канала — постоянную глубину. Длина хода нарезов переменной крутизны уменьшается к дульному срезу. Цель устройства нарезки прогрессивной крутизны — увеличение угловой скорости вращения, не подвергая при этом выступы снаряда большому давлению на ведущие грани нарезов, так как в начале нарезной части, где давление пороховых газов выше, наклон нарезов меньше. Все орудия образца 1877 года были оснащены клиновыми цилиндро-призматическими замками.
В 1877 году Крупп предоставил России образец стальной 4-фунтовой пушки в 29 пудов (475 кг) с начальной скоростью 457 м/с для снаряда весом 6,74 кг. Этому орудию было отдано предпочтение перед новыми отечественными медными орудиями, и было предложено Круппу спроектировать и изготовить опытные образцы облегчённой 4-х фунтовой пушки в 22 пуда (360 кг) для конной артиллерии с тем же зарядом, но с начальной скоростью 427 м/с, а также 9-фунтовой пушки весом в 38 пудов (622 кг) со снарядом весом 12,5 кг и начальной скоростью 396 м/с.
В марте 1878 года образцы орудий всех 3-х типов, изготовленные Круппом, были представлены Александру II, повелевшему их принять.
Новые стальные полевые орудия были приняты приказом по артиллерии от 19 мая 1878 года. Приказом этим отменялась старая номенклатура полевых орудий (по весу шаровых ядер) и устанавливалась следующая:
- а) пушки калибром 4,2 дюйма именовать батарейными;
- б) пушки калибром 3,4 дюйма именовать соответственно лёгкой и конной;
- в) снаряды именовать лёгкими и батарейными;
- г) лафеты именовать лёгкими, конными и батарейными.

## Производство
Крупп в 1877, 1878 и 1879 годах получил заказ на 1850 полевых орудий обр. 1877 г., из которых к 1880 году было поставлено 1600. В частности, в 1877 году Круппу было заказано 1100 орудий, из которых батарейных — 400 орудий.
В декабре 1877 года было заказано 1700 орудий (935 лёгких, 195 конных и 570 батарейных) и Обуховскому заводу. Согласно этому заказу, завод должен был сдать в 1878 году — 350 орудий, в 1879—675 орудий и в 1880—675 орудий. Сроки, разумеется, были сорваны, и поставка всех 1700 орудий была завершена к началу 1882 года. До 1 мая 1900 года Обуховский завод изготовил для Военного ведомства 632 батарейные пушки.
Перевооружение полевых батарей орудиями обр. 1877 закончилось в 1881 году. Резервная артиллерия была перевооружена в 1884—1885 годах, а запасная артиллерия — в 1887—1890 годах, то есть окончательно завершено перевооружение полевой артиллерии стальными орудиями обр. 1877 было к 1891 году.

## Организационно-штатная структура

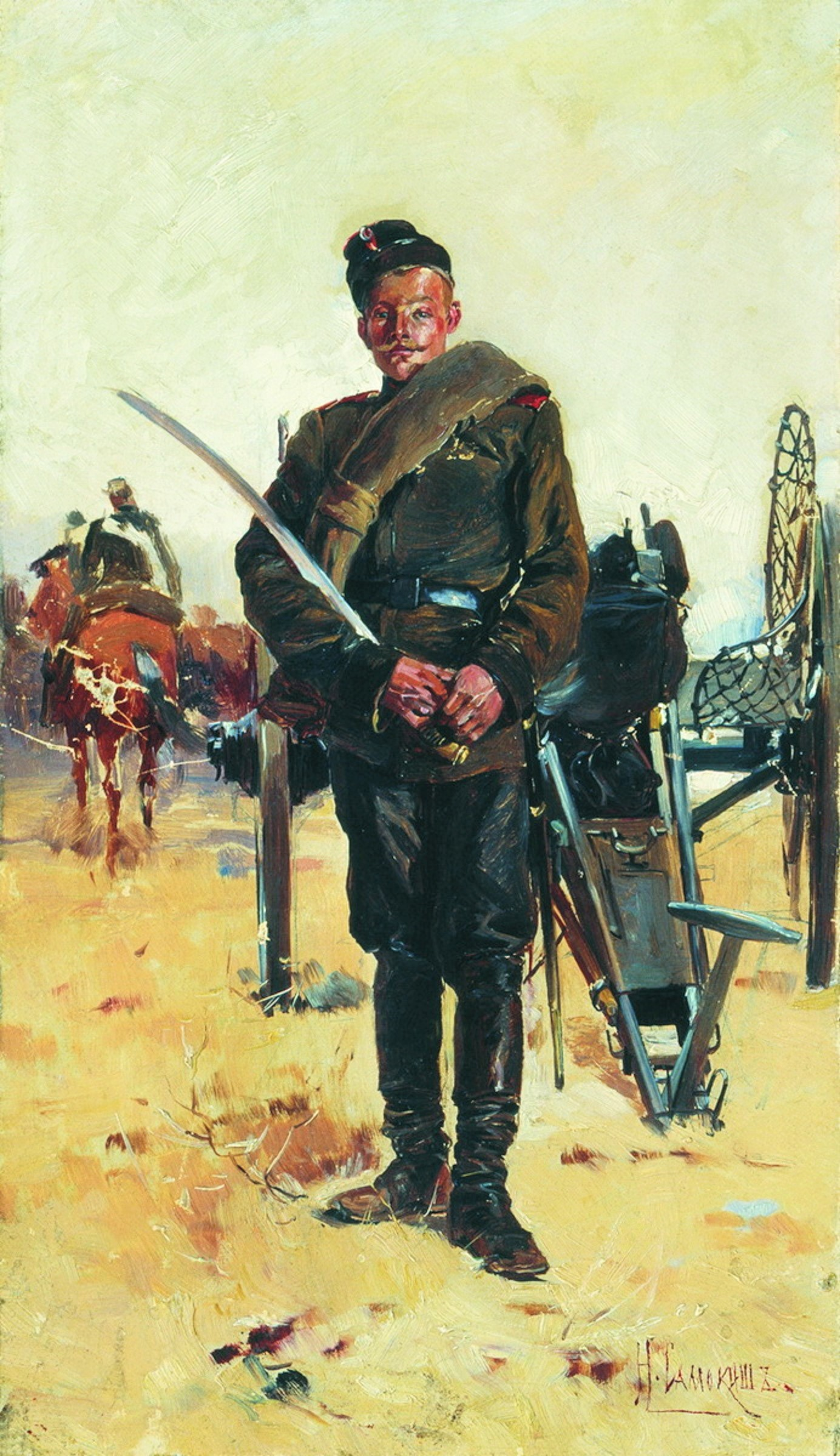
Н. И. Самокиш. Русский солдат у 42-линейной батарейной пушки образца 1877 года

42-линейная батарейная пушка по современной классификации являлась дивизионным орудием и находилась на вооружении артиллерийских бригад гвардейских, гренадёрских и пехотных дивизий Русской армии. Батарейными пушками вооружались 1-я и 2-я батареи артиллерийских бригад. Остальные 4 батареи вооружались 34-линейными лёгкими пушками образца 1877 года. Таким образом, в каждой артбригаде на вооружении состояло 16 батарейных и 32 лёгких орудия — всего 6 батарей по 8 орудий.

## Описание конструкции
Канал орудия с клиновым замком состоял из заклиновой части, зарядной каморы, заднего конического ската, снарядной каморы, переднего конического ската и нарезной части. Все эти части имели общую ось. Масса 1203 кг в боевом положении и 2128 кг в походном положении.
Устройство пушек производства заводов Круппа и Обуховского завода имело ряд отличий. Тело орудия Круппа состояло из ствола и кожуха, отлитого заодно с цапфами. Тело орудия Обуховского завода состояло из ствола, внутренней трубы и цапфенного кольца. Канал стволов обоих заводов был одинаков. Замки горизонтальные клиновые, устройство их почти одинаково у Круппа и ОСЗ.
Лафет состоял из станка и хода, имеющих возможность небольшого относительного перемещения. Станок состоял из двух взаимно скреплённых штампованных железных или стальных станин, края которых загнуты внутрь под прямым углом, и подъёмного механизма. Станины в передней части параллельны друг другу, но перед подъёмным механизмом перегибаются и постепенно сближаются к хоботу. Подъёмный механизм винтовой. Поворотный механизм отсутствовал — горизонтальное наведение осуществлялось поворотом хобота.
Ход состоял из оси с колёсами, тяг, буферных болтов с каучуковым буфером и сидений. На буферные болты надеты последовательно: железный лист, передняя каучуковая пластина, железный лист (прокладка), задняя каучуковая пластина и снова железный лист. Сжатием буфера смягчается удар станка об ось и поглощается часть энергии отдачи.
Полевые лафеты изготавливались заводами Круппа, Пермским, Нобеля, а также Санкт-Петербургским, Киевским и Брянским арсеналами.

## Характеристики и свойства боеприпасов
В боекомплект пушек входили десятки образцов гранат и шрапнелей, причем никакой индексации их не велось, поэтому здесь снаряды объединены в группы, близкие по своим характеристикам. Итак, в боекомплект батарейных пушек входили:
- 1. Группа чугунных гранат весом 12,5 кг и длиной 2,6 клб, начиненных 0,41 кг крупнозернистого пороха. Первоначально они снабжались ударной полевой трубкой обр. 1875 г., а затем трубкой обр. 1884 г.
- 2. Фугасная стальная граната весом 12,5 кг (15,6 кг[2]) в 3 клб, содержала 1,64 кг тротила, взрыватель ЗГТ. Такие гранаты испытывались в 1908—1909 годах, а в 1910 году были приняты на вооружение.
- 3. Имелось около десятка образцов чугунной шрапнели, но у всех вес был 12,5 кг, длина без трубки 2,2 клб, вышибной заряд около 110 г, число пуль 300—340. Все пули одинаковые — диаметром 12,7 мм и весом 11 г.
- 4. Картечь весила 12,3 кг и содержала 170 пулю диаметром 23,6 мм и весом 50 г. Дальность стрельбы картечью — 425 м.

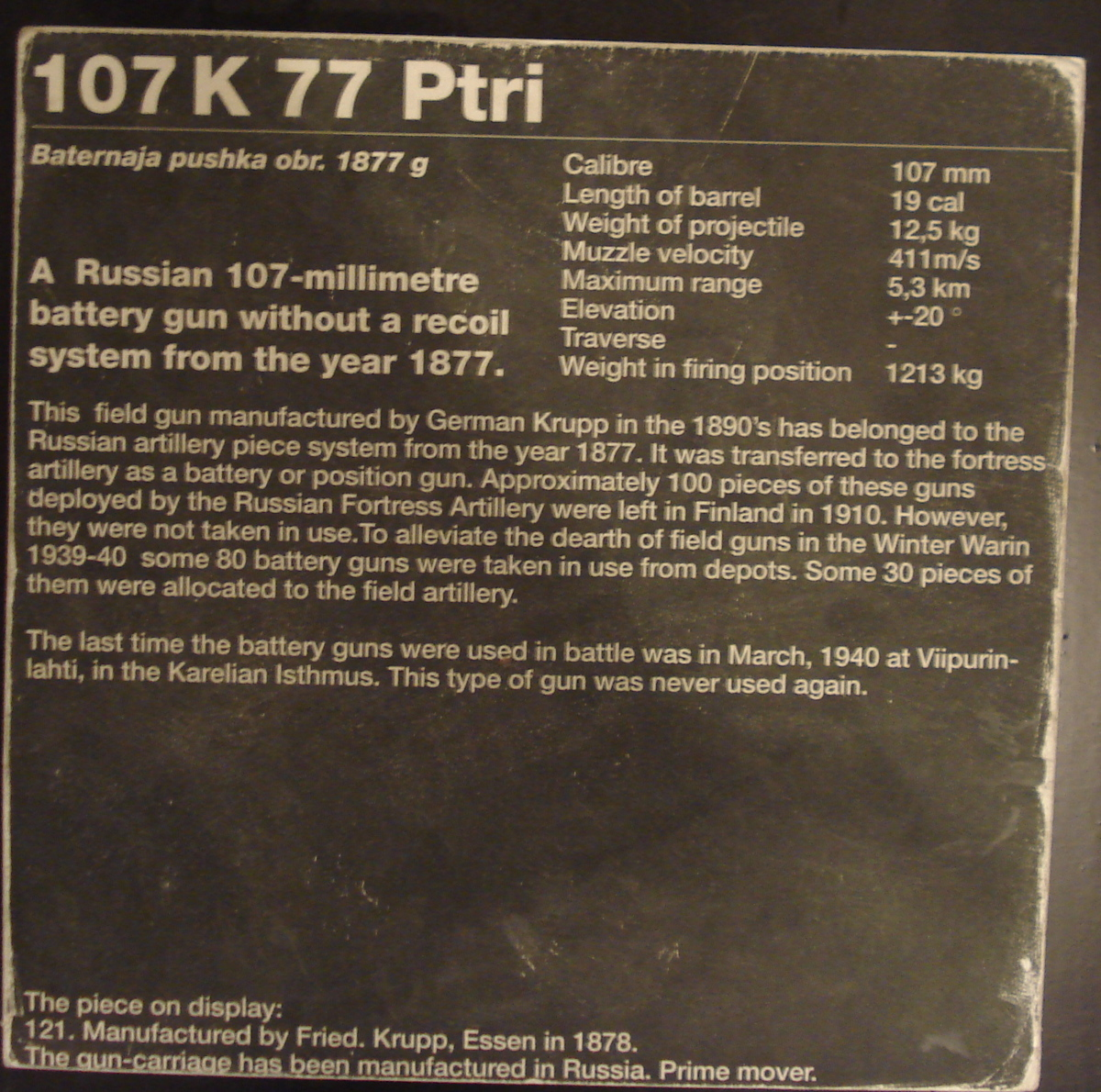
Model 1877 107mm gun 4

В XIX веке для всех снарядов был принят заряд 1,8 кг чёрного крупнозернистого пороха. Впервые бездымный порох для полевой и горной артиллерии был введён в феврале 1895 года приказом по артиллерии № 19. Марка и вес заряда бездымного пороха первоначально несколько раз менялись, но с начала XX века установилась в 0,8 кг марки ПКО (быстрогорящий).
| Баллистические данные батарейной пушки |                         |                         |                       |                               |
| Снаряд                                 | Заряд и марка пороха    | Начальная скорость, м/с | Дальность стрельбы, м | Угол                          |
| Чугунная граната                       | 1,8 кг крупнозернистого | 370                     | 5300                  | 25o                           |
| Фугасная граната                       | 0,8 кг ПКО              | 410                     | 5300                  | н/д                           |
| Шрапнель                               | 1,8 кг крупнозернистого | 370                     | 3200 2560             | для 12" трубки для 10" трубки |

## Боевое применение
Полевым орудиям обр. 1877 г. не повезло, до 1904 года они не имели боевого применения. В последующих же войнах они считались устаревшими и были на вторых ролях. Тем не менее пушки обр. 1877 г. применялись в японскую войну, где особенно ценили батарейные пушки, так как 3-дюймовые пушки не имели в боекомплекте гранат, а их шрапнель была совершенно бесполезна против противника, укрывшегося даже в лёгких строениях, таких как китайские фанзы, не говоря уже о полевых укреплениях. В этой ситуации батарейные пушки с гранатой весом в 12,5 кг показали своё преимущество перед новыми 3-дюймовками.
К августу 1914 года в пяти европейских крепостях было 182 батарейных и 174 лёгких орудия. Кроме того, в резерве для батарей государственного ополчения было 125 лёгких полевых пушек с поршневыми затворами.
Особенно широко применялись орудия обр. 1877 г. на Кавказском фронте. Их использовали даже в береговой обороне Чёрного моря.
Использовались эти орудия и в годы Гражданской войны, и лишь в начале 20-х годов были отнесены в разряд негодного имущества. Например, во время боёв на Каховском плацдарме орудия красных прямыми попаданиями вывели из строя две из четырёх машин Русской армии V отряда тяжелых танков штабс-капитана А. В. Борщова.
В 1918 году финская армия поставила на вооружение 102 батарейные пушки, которые находились на территории Финляндии. Последние выстрелы эти пушки произвели во время зимней войны 1939—1940 года.